# Мосбург на Изар
Мосбург на Изар (Moosburg an der Isar) e най-старият град в община Фрайзинг на реките Ампер и Изар. Намира се на 45 km североизточно от Мюнхен и на 15 km от летище Мюнхен.
Има 17 430 жители (31 декември 2008).